# Небель, Мигель
Миге́ль Не́бель (исп. Miguel Nebel; 1884, Монтевидео — XX век) — уругвайский футболист, выступавший на позиции полузащитника.

## Биография
О ранних годах жизни Мигеля Небеля известно мало. В конце XIX века он выступал за один из старейших и сильнейших на тот момент клубов Уругвая, «Альбион», который стал сооснователем уругвайской футбольной лиги и участником первого в истории чемпионата страны. В 1900 году «Альбион» финишировал на втором месте в первом чемпионате, вслед за ЦУЖДКК (современным «Пеньяролем»). Незадолго до того, в 1899 году, был организован первый в стране клуб для местных футболистов, «Насьональ». Мигель Небель стал инициатором перехода в этот новый клуб ряда футболистов «Альбиона» и некоторых других команд. Хотя самого Небеля нельзя назвать основателем «Насьоналя», он сразу же получил в этом клубе пост вице-президента, хотя был действующим футболистом.
Авторитет среди партнёров у Небеля был очень высоким и в 1902 и 1903 годах, в матчах за сборную Уругвая «Мигелон» неизменно был капитаном команды. В то время ещё не было отдельной должности главного тренера сборной и поэтому состав на игры и тактику определяли капитаны команд. Мигель Небель был капитаном (соответственно, и тренером) сборной Уругвая в самой первой её официальной игре против сборной Аргентины, состоявшейся 20 июля 1902 года. Тот матч закончился разгромным поражением уругвайцев в присутствии 8 тысяч зрителей со счётом 0:6.
В следующем году команды из Ла-Платы провели ответный матч, завершившийся первой в истории победой сборной Уругвая. Небель также вывел на поле свою сборную в качестве капитана. Уникальность того состава уругвайцев заключалась в том, что все 11 игроков представляли одну команду — «Насьональ», чемпиона Уругвая 1902 и 1903 годов. Уругвайцы выиграли со счётом 3:2 — дублем отметился Карлос Сеспедес, а победный гол на счету его брата Боливара. Спустя много лет Мигель остался единственным участником той игры и отмечал, что каждое 13 сентября испытывает те же радостные эмоции, что и в 1903 году.
В 1908 году Небель вместе с единственным оставшимся в живых из братьев Сеспедесов, Амилькаром, пытался удержать (в качестве игрока и руководителя) в лиге вернувшийся в высший дивизион «Альбион», и это ему, в целом, удалось — «Альбион» занял 6-е место из 10 команд. Однако перед началом первенства 1909 года у клуба полностью закончились деньги и команда снялась с соревнований.

## Титулы
- Чемпион Уругвая (2): 1902, 1903